# Lampedusa melitensis
Lampedusa melitensis é uma espécie de gastrópode  da família Clausiliidae.
É endêmica de Malta.